# Omero Bonoli
Omero Bonoli (Ravenna, 17 settembre 1909 – 17 ottobre 1985) è stato un ginnasta italiano, vincitore di una medaglia d'argento nel cavallo con maniglie alle Olimpiadi di Los Angeles 1932.

## Palmarès
| Anno | Manifestazione  | Sede        | Risultato | Gara                 | Prestazione | Note  |
| ---- | --------------- | ----------- | --------- | -------------------- | ----------- | ----- |
| 1932 | Giochi olimpici | Los Angeles | Argento   | Cavallo con maniglie | 57,2        | [ 1 ] |